# Krisna muirii
Krisna muirii är en insektsart som beskrevs av Baker 1919. Krisna muirii ingår i släktet Krisna och familjen dvärgstritar. Inga underarter finns listade i Catalogue of Life.